# Châtenoy (Loiret)
Châtenoy é uma comuna francesa na região administrativa do Centro, no departamento Loiret. Estende-se por uma área de 26,82 km². Em 2010 a comuna tinha 467 habitantes (densidade: 17,4 hab./km²).